# Data
Data je výraz pro údaje, používané pro popis nějakého jevu nebo vlastnosti pozorovaného objektu. Data se získávají zápisem, měřením nebo pozorováním, a lze je dělit na data spojitá a data atributivní. Data spojitá se přitom vztahují k nějaké spojité stupnici, zatímco data atributivní nikoliv.
Data jsou:
- vyjádření skutečností formálním způsobem tak, aby je bylo možno přenášet nebo zpracovat (např. počítačem), informace ve standardní struktuře (zvykové, normované), vhodné pro technické zpracování
- číselné nebo jiné symbolicky vyjádřené (reprezentované) údaje a hodnoty entit nebo událostí
- jakékoliv fyzicky (materiálně) zaznamenané znalosti (vědomosti), poznatky, zkušenosti nebo výsledky pozorování procesů, projevů, činností a prvků reálného světa (reality)
- zdroj, z něhož se tvoří informace

Data se zejména v humanitních vědách dále dělí na
- tvrdá data, jasně definovaná a obvykle zatížená menší chybou (např. údaje o počtu obyvatelstva),
- měkká data, vyjadřující názory a postoje lidí (např. údaje o oblibě prezidenta republiky z dotazníkového šetření).

## Význam dat, informace, znalosti a moudrosti
Data, informace, znalosti a moudrosti, jsou úzce související pojmy, ale každý má svou vlastní roli ve vztahu k druhému, a každý termín má svůj vlastní význam. Data se shromažďují a analyzují s cílem vytvářet informace vhodné pro rozhodování, zatímco znalosti jsou odvozeny z rozsáhlého množství zkušeností, které se zabývají informacemi o předmětu. Například výška Mount Everestu jsou obecně známá data. Tato data mohou být obsažena v knize o Mount Everestu spolu s dalšími daty, které popisují horu způsobem, který je užitečný pro ty, kteří se chtějí rozhodnout, jak nejlépe ji vylézt. Společně s využitím zkušeností o tom, jak se leze po horách, vzniká návod jak dosáhnout vrcholu Mount Everestu – to chápeme jako „znalost“. Někteří lidé vytvoří vhodnou kombinaci sérií „data“, „informace“ a „znalosti“ s „moudrostí“, což by znamenalo, že osoba má určité „vědění“, a také ví, za jakých okolností je dobré je používat.
Tedy pro upřesnění, data jsou abstraktní nejméně, informace méně a znalosti nejvíce. Data se stávají informací pomocí interpretace, např. výška Mount Everestu je obecně považována za „Data“, kniha o Mt. Everestu s geologickými charakteristikami může být považována za „informace“ a zprávu obsahující praktické informace o tom, jak nejlépe dosáhnout vrcholu Mount Everestu lze považovat za „znalost“. „Informace“ nese rozmanité významy, které se pohybují od každodenních k technickým. Obecně lze říci, že pojem informací úzce souvisí s představami o omezení, komunikaci, ovládání, poučení, poznání, významu, vzoru, vnímání a reprezentace. Beynon-Davies používá pojem znamení, aby rozlišil data a informace; data jsou série symbolů, zatímco informací chápeme symboly, které se na něco odkazují.
V dobách před vývojem počítačových zařízení a strojů mohli pouze lidé sbírat data a uvádět je do vzorů. Od té doby, co se vyvíjejí počítače, mohou tato zařízení také sbírat data. Od roku 2010 jsou počítače široce využívané pro shromažďování dat, jejich třídění a zpracovávání v oborech od marketingu až po analýzu sociálních služeb využívaných pro vědecké výzkumy. Tyto vzory jsou považovány za informace, které mohou být použity pro zvýšení znalosti. Tyto vzory mohou být interpretovány jako pravda (ačkoliv "pravda" může být subjektivní pojem), a mohou být autorizovány jako estetické a etické kritéria v některých disciplínách a kulturách. Události, které zanechávají znatelné fyzické nebo virtuální pozůstatky, lze vysledovat prostřednictvím dat.
Mechanická výpočetní zařízení jsou klasifikována podle prostředků, které reprezentují data. Analogový počítač představuje údaj jako napětí, vzdálenost, polohu, nebo jiné fyzikální veličiny. Digitální počítač představuje kus dat jako řadu znaků vybraných z pevné abecedy. Nejčastější digitální počítače užívají binární abecedu, to znamená abecedu dvou znaků, obvykle označených "0" a "1". Známější reprezentace, například čísla a písmena, jsou pak vyrobena z binární abecedy. Některé speciální formy dat jsou odlišeny. Počítačový program je souhrn dat, což lze interpretovat jako návod. Většina počítačových jazyků dělá rozdíl mezi programy a jinými daty, která program obsluhuje, ale v některých jazycích, zejména v Lispu a podobných jazycích jsou programy v podstatě k nerozeznání od ostatních údajů. Je také užitečné rozlišovat metadata, neboli popis dalších dat. Dříve užívaný termín pro metadata je "doplňkové údaje". Typický příklad metadat je katalog knihovny, což je popis obsahu knihy.

## V jiných oblastech
Přestože jsou data také stále více používaná v jiných oblastech, bylo navrženo, že vysoce interpretační povaha by mohla být v rozporu s charakterem dat „daných“. Peter Checkland představil termín capta (z latinského capered, „vzít“), aby rozlišil obrovské množství možných dat a jejich podmnožinu, na kterou je orientována pozornost. Johanna Drucker argumentovala tím, že jelikož humanitní obory potvrdily produkci znalostí jako „umístěné, částečné a konstitutivní“, použití dat může zavést předpoklady, které jsou kontraproduktivní, například, že jevy jsou diskrétní nebo, že jsou nezávislé na pozorovateli. Termín capta, který klade důraz na to, že akt pozorování je konstitutivní, se nabízí jako alternativní k datům vizuální reprezentace v humanitních oborech.